# Astragalus urceolatus
Astragalus urceolatus là một loài thực vật có hoa trong họ Đậu. Loài này được (Greene ex Rydb.) Greene ex Ch. Porter miêu tả khoa học đầu tiên năm 1948.